# Świerkocin (gromada)
Świerkocin (od 1 I 1967 Mokre) – dawna gromada, czyli najmniejsza jednostka podziału terytorialnego Polskiej Rzeczypospolitej Ludowej w latach 1954–1972.
Gromady, z gromadzkimi radami narodowymi (GRN) jako organami władzy najniższego stopnia na wsi, funkcjonowały od reformy reorganizującej administrację wiejską przeprowadzonej jesienią 1954 do momentu ich zniesienia z dniem 1 stycznia 1973, tym samym wypierając organizację gminną w latach 1954–1972.
Gromadę Świerkocin z siedzibą GRN w Świerkocinie utworzono – jako jedną z 8759 gromad na obszarze Polski – w powiecie grudziądzkim w woj. bydgoskim, na mocy uchwały nr 24/6 WRN w Bydgoszczy z dnia 5 października 1954. W skład jednostki weszły obszary dotychczasowych gromad Lisiekąty, Nowawieś, Owczarki, Parsk i Świerkocin ze zniesionej gminy Mokre oraz przysiółek Kłódka Młyn z dotychczasowej gromady Grabowiec ze zniesionej gminy Grudziądz w tymże powiecie. Dla gromady ustalono 23 członków gromadzkiej rady narodowej.
1 stycznia 1958 do gromady Świerkocin włączono obszar zniesionej gromady Mokre oraz wieś Wielkie Tarpno ze zniesionej gromady Węgrowo Polskie w tymże powiecie.
31 grudnia 1959 do gromady Świerkocin włączono obszar zniesionej gromady Dusocin (bez nadleśnictwa Jamy) w tymże powiecie.
1 stycznia 1965 z gromady Świerkocin wyłączono tereny łąk nadwiślańskich o obszarze około 300 ha, położone między wałem ochronnym a rzeką Wisłą, włączając je do gromady Nebrowo Wielkie w powiecie kwidzyńskim w woj. gdańskim.
Gromadę Świerkocin zniesiono 1 stycznia 1967 w związku z przeniesieniem siedziby GRN ze Świerkocina do Mokrego i zmianą nazwy jednostki na gromada Mokre.